# Lallio
Lallio é uma comuna italiana da região da Lombardia, província de Bérgamo, com cerca de 3.826 habitantes. Estende-se por uma área de 2 km², tendo uma densidade populacional de 1913 hab/km². Faz fronteira com Bergamo, Dalmine, Stezzano, Treviolo.

## Demografia
| Variação demográfica do município entre 1861 e 2011                               |
|                                                                                   |
| Fonte: Istituto Nazionale di Statistica (ISTAT) - Elaboração gráfica da Wikipedia |